# 徐迪克
徐迪克（1971年8月—），男，汉族，广西宜州人，中华人民共和国政治人物。1994年12月加入中国共产党，1991年7月参加工作。现任中共东兰县委书记。中共二十大代表。